# Lorraine Crapp
Lorraine Joyce Crapp (-Thurlow) (Sydney, 1 de outubro de 1938) é um ex-nadadora australiana, ganhadora de duas medalhas de ouro nos Jogos Olímpicos de Melbourne 1956.
Foi recordista mundial dos 100 metros livres entre outubro e dezembro de 1956, dos 200 metros livres entre 1956 e 1958, e dos 400 metros livres entre 1956 e 1960.